# 厄恩斯特·多伊奇剧院

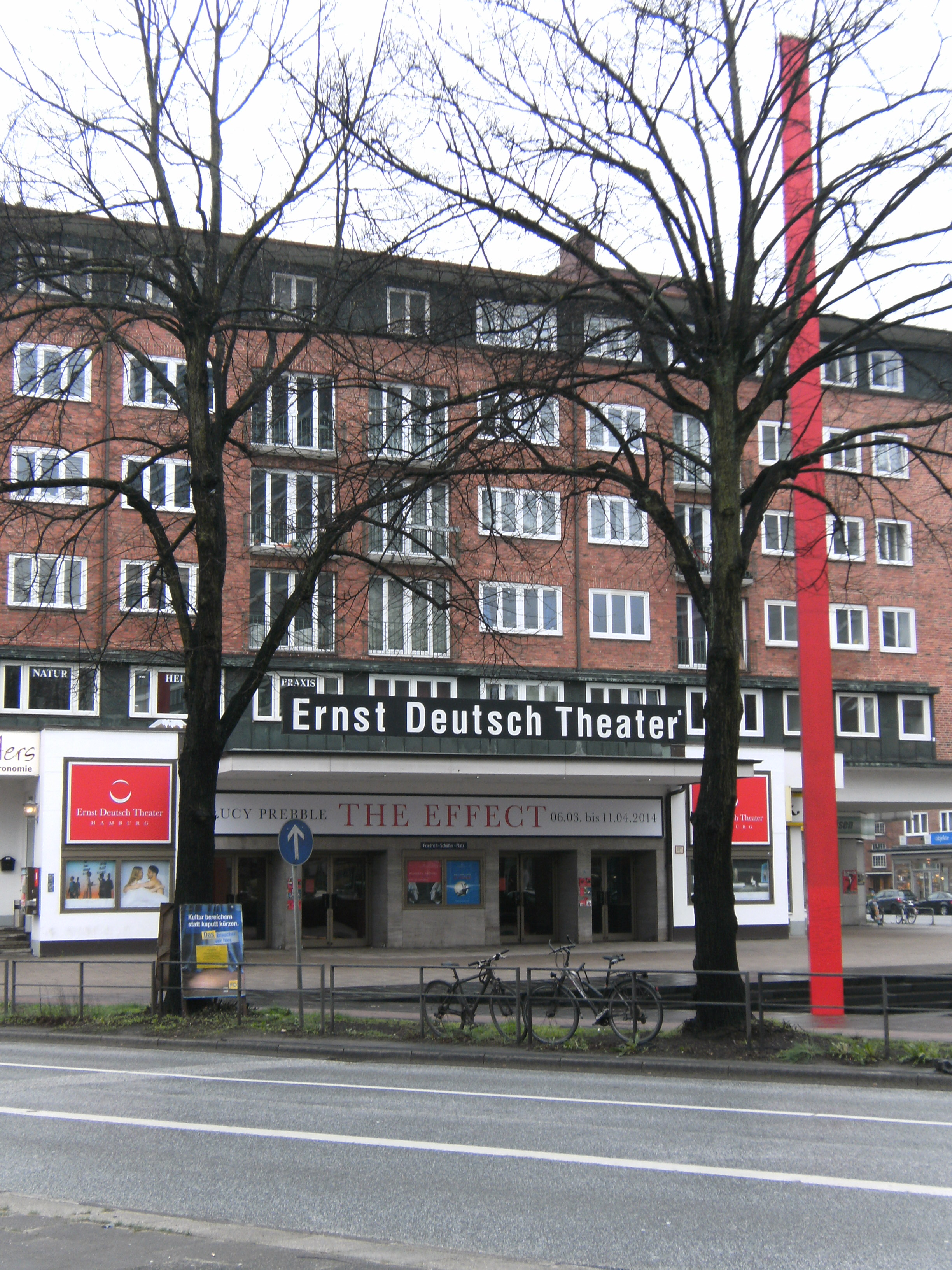

厄恩斯特·多伊奇剧院（Ernst Deutsch Theater）是德国汉堡的一个剧院。它位于乌伦霍斯特区，原是是德国最大的私人影院。它成立于1951年，以著名演员厄恩斯特·多伊奇命名。今天，剧院拥有744个座位，专门上演当代戏剧。